# Lilla Edet-banan
Lilla Edet-banan, tidigare Lödöse-Lilla Edets järnväg (LLEJ), är en 15 km lång godsjärnväg mellan Alvhem och Lilla Edet. Vid Alvhem ansluter banan till Norge/Vänerbanan. Huvudkunden är Lilla Edets pappersbruk. Banan har enkel standard.

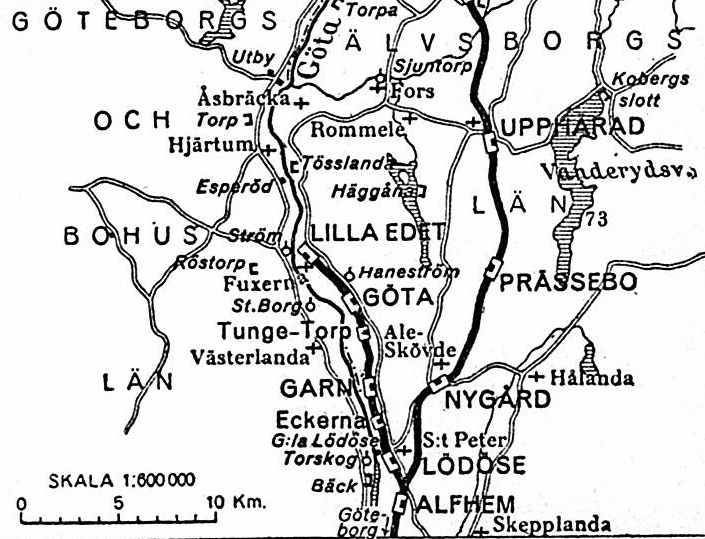
Lilla-Edet-banan. Karta 1926.

Järnvägen byggdes av bolaget Lödöse-Lilla Edets Järnväg år 1906. Då hette ändpunkten vid Bergslagsbanan Lödöse station, men bytte sedan namn till Alvhem. Banan förstatligades 1947 och persontrafiken lades ned 1952.